# Калиновка (Житомирский район)

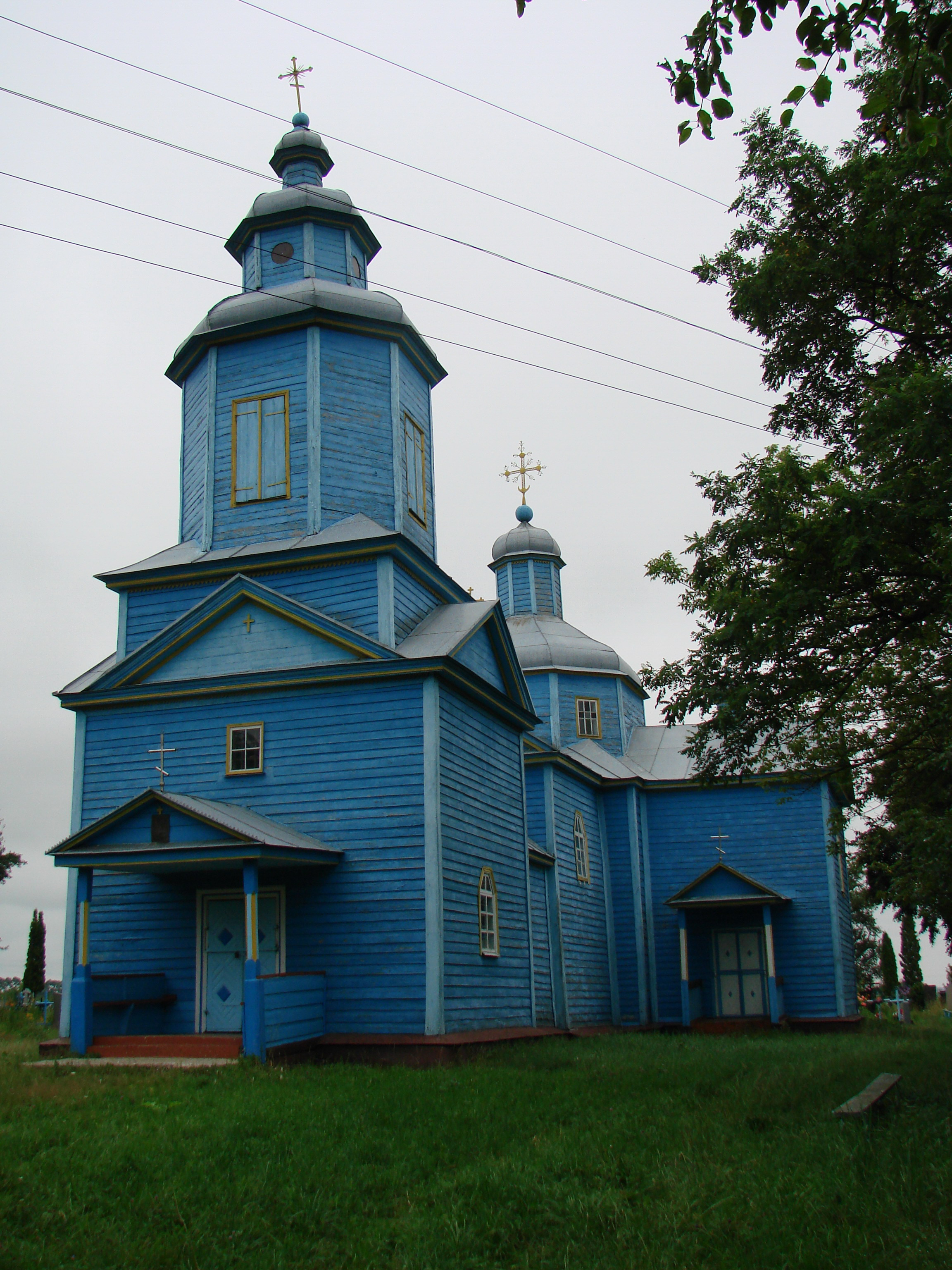
церковь Покрова Богородицы

Калиновка (укр. Калинівка) — село на Украине, находится в Житомирском районе Житомирской области.
Код КОАТУУ — 1822084102. Население по переписи 2001 года составляет 671 человек. Почтовый индекс — 12406. Телефонный код — 412. Занимает площадь 1,712 км².
Через село протекает река Калиновка.
Рядом с селом находится несколько поселений I тыс. До н.э., III—V и XII—XIII вв. и поселение VIII—X и X—XII вв.
В 1870 г. в селе на средства прихожан была построена деревянная церковь Покрова Богородицы.

## Адрес местного совета
12410, Житомирская область, Житомирский р-н, с.Левков, ул.Байко, 6